# NGC 5925
NGC 5925 est un amas ouvert situé dans la constellation de la Règle. Il a été découvert par l'astronome écossais James Dunlop en 1826.
Selon la classification des amas ouverts de Robert Trumpler, cet amas renferme entre 50 et 100 étoiles (lettre m) dont la concentration est moyennement faible (III) et dont les magnitudes se répartissent sur un petit intervalle (le chiffre 1). Toutefois, selon le catalogue Lynga, la répartition des magnitudes des étoiles de l'amas est moyenne (2) et il contient plus de 100 étoiles (m). Lynga indique que l'amas renferme 120 membres.

## Observation
Avec une magnitude visuelle de 8,4, on peut observer l'amas avec des jumelles dont l'ouverture est de 40 à  50 mm.

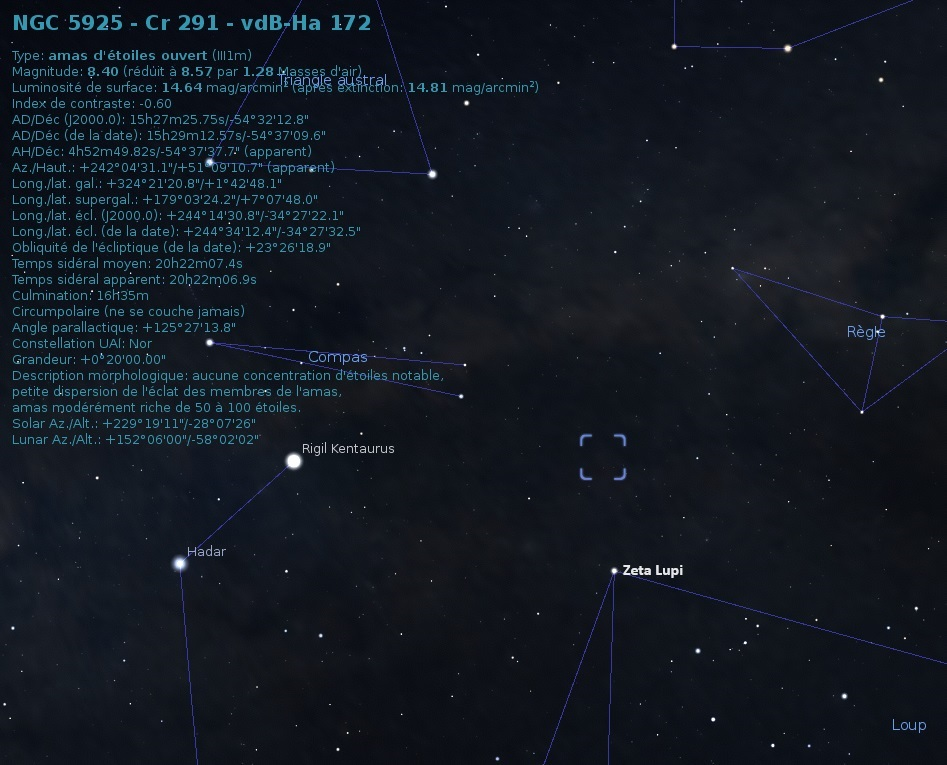
Localisation de NGC 5925 dans la constellation de Céphée. (Stellarium)

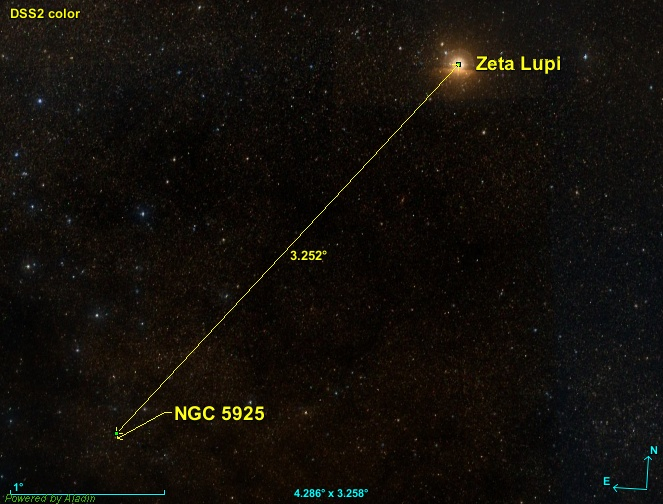
Position de NGC 5925 par rapport à deux étoiles.

NGC 5925 est situé à environ 3,25 degrés au sud-est de l'étoile Zeta Lupi.

## Caractéristiques

### Distance, taille et vitesse
La parallaxe moyenne des étoiles de l'amas a été obtenue des mesures effectuées par le satellite Gaia. Cinq valeurs différentes publiées dans de récents articles (2018 à 2022) sont indiquées sur la base de données Simbad : 0,688 ± 0,029 mas, 0,687 ± 0,033 mas, et 0,679 ± 0,054 mas, 0,679 ± 0,050 mas et 0,679 ± 0,003 mas. La moyenne de ces valeurs et de leur incertitude est égale à 0,682 4 ± 0,033 38, ce qui correspond à une distance de 1 465 +76
−69 pc.    
Selon les sources la taille apparente de l'amas est de 20′ ou de 24′ ce qui, compte tenu de la distance comprise de 1 396 pc et 1 542 pc, et grâce à un calcul simple, équivaut à une taille réelle de 30,8 ± 4,3 pc.
La base de données Simbad indique trois valeurs de la vitesse l'amas: −42,22 ± 8,22 km/s, −37,370 ± 0,523 km/s et −20,62 ± 1,2 km/s. La moyenne et l'écart-type ces valeurs sont de −33,4 ± 11,3 km/s.

### Mouvement propre
Simbad indique six couples de valeurs pour le mouvement propre de l'amas, dont cinq différents, mais très semblables, qui proviennent d'articles publiés entre 2018 et 2022. Ces valeurs en ascension droite et en déclinaison sont :
- −4,358 ± 0,073 mas/an et −5,111 ± 0,054 mas/an[8]
- −4,354 ± 0,127 mas/an et −5,118 ± 0,104 mas/an[15]
- −4,320 ± 0,178 mas/an et −5,145 ± 0,177 mas/an[11]
- −4,319 ± 0,163 mas/an et −5,142 ± 0,150 mas/an[9],[10]
- −4,319 ± 0,008 mas/an et −5,142 ± 0,008 mas/an[12]

Le mouvement propre moyen obtenu de ces quatre valeurs en ascension droite et en déclinaison est égal à −4,334 ± 0,020 mas/an et −5,132 ± 0,016 mas/an.

### Métallicité
Simbad rapporte une seule valeur de la métallicité, soit 0,137. Selon cette valeur, le pourcentage d'éléments lourds (plus lourd que l'hydrogène et l'hélium) de cet amas est de 137% (100,137) de celui du Soleil.

### Âge
Webda et Lynga ne rapporte aucune donnée quant à l'âge de NGC 5925. Selon Tadross, l'amas est âgé de 250 ± 10 Ma.
Selon un article publié en 2022, son âge est du même ordre de grandeur, mais plus grand. Deux valeurs venant de deux articles plus anciens (2020) sont présentées, soit 295+122
−86 Ma (108,47 ± 0,15) et 490 Ma (108,69), mais la valeur retenue dans cet article est de 251+65
−52 Ma (108,40 ± 0,10).

## Les étoiles de NGC 5925
Selon un article publié en 2022, il existe 239 étoiles dont la probabilité d'appartenir à l'amas est supérieure à 90% et la masse de l'amas est de 517 ± 19 {\displaystyle M_{\odot }}.
Simbad montre aussi un bouton nommé Children. En cliquant sur ce bouton, on atteint une section de cette base de données qui renferme un tableau contenant 564 entrées pour NGC 5925. Cependant, des étoiles (les Children) peuvent apparaître plusieurs fois dans la deuxième colonne du tableau, d'où le nombre de liens bibliographiques qui est supérieure au nombre d'étoiles. La quatrième colonne de ce tableau indique la probabilité que l'étoile appartienne à l'amas. En cliquant sur le titre de cette colonne, on peut classer la probabilité par ordre croissant ou décroissant. En cliquant sur la désignation de l'étoile, on atteint la page de Simbad qui résume ses propriétés.